# Mr. Dynamite Explodes Again
Mr. Dynamite Explodes Again är Jerry Williams femte album. Släpptes på skivbolaget Sonet, 1965 (SLP-48). Med på skivan medverkar The Viloents, Hi-Grades och Jerry köras av Sherrys. Producerad av Gunnar Bergström.

## Låtlista
1. Midnight Special (arr: Frogman)
2. It's Raining, It's Pouring (Warren Schatz)
3. The Wanderer (Ernest Maresca)
4. Last Date (Cramer - Bryant - Davis)
5. Tell Me (Dick Pitassy - Hill)
6. Bony Moronie (Larry Williams)
7. Skinny Minnie (Bill Haley - A Keefer - C Cafra - M Gabler)
8. Ave Maria No Morro (Herivelto Martins)
9. Let It Rock (C. Berry)
10. Runaround Sue (Ernest Maresca - Dion Dimucci)
11. Garden of Imagination (Zackery - Powers)
12. Tutti Frutti (Richard Penniman - D La Bostrie - J Lubin)